# Federico Aguilar Alcuaz
Federico Aguilar Alcuaz (6 de junho de 1932 - 2 de fevereiro de 2011) foi um premiado pintor filipino com reconhecimento internacional. Ganhou o título de "Artista Nacional para as Artes Visuais, Pintura, Escultura e Mídia Mista" em 2009.